# Гебхард (Ортенбург)
Гебхард (на немски: Gebhard, † ок. 1275) e граф на Ортенбург от 1257 до 1275 г. и граф на Мурах от 1238 до 1272 г.

## Биография
Той е най-възрастният син на граф Хайнрих I и втората му съпруга Рихгард маркграфиня на Хоенбург. След смъртта на полубрат му Хайнрих II той става управляващ граф на Ортенбург.
През 1271 г. той и двата му братя продават собствеността си в Горен Пфалц за 675 пфунд Пасау-пфениге.
Той не се жени и умира бездетен.